# Rajon Schewtschenko (Dnipro)
Der Rajon Schewtschenko (ukrainisch Шевченківський район Schewtschenkiwski rajon; russisch Шевченковский район Schewtschenkowski rajon) ist einer von acht Verwaltungsbezirken (Rajone) der Stadt Dnipro, des Oblastzentrums der Oblast Dnipropetrowsk. 
Er liegt im südlichen Teil der Stadt auf dem rechten Dneprufer und ist mit 148.654 Einwohnern (2008)  der viertbevölkerungsreichste und mit einer Fläche von etwa 31 km² der sechstgrößte Verwaltungsbezirk von Dnipro.
Der Rajon hieß vom 12. April 1973 bis zum 26. November 2015 Rajon Babuschkin, der Name leitet sich vom russischen Politiker und Revolutionär Iwan Wassiljewitsch Babuschkin ab.
Am 26. November 2015 wurde er im Rahmen der Dekommunisierung in Rajon Schewtschenko, nach dem ukrainischen Dichter Taras Schewtschenko umbenannt. Der Rajon wurde am 12. April 1973 gegründet.

## Bevölkerungsentwicklung
| 1979    | 1989    | 2001    | 2008    |
| ------- | ------- | ------- | ------- |
| 146.507 | 179.570 | 159.867 | 148.654 |

Quellen für 1979, 1989, 2001, 2008,